# Anders Eriksson (jurist)
Karl Anders Eriksson, född 1 juni 1944, är en svensk ämbetsman. 
Eriksson blev 1968 juris kandidat, 1969 civilekonom och 1971 filosofie kandidat. Han blev hovrättsråd 1986 och har också tjänstgjort i Justitiedepartementet, först vid enheten för familjerätt och allmän förmögenhetsrätt och därefter som rättschef för civilrättsliga frågor från 1989. Han var generaldirektör och chef för Säkerhetspolisen 1994-2000 och generaldirektör för Kammarkollegiet 2000 till 2006. Han var därefter ordförande för Registernämnden från 2006 och dess efterföljare Säkerhets- och integritetsskyddsnämnden från 1 januari 2008 fram till den 12 november 2009.
Eriksson har också skrivit juridiska böcker inom det familjerättsliga området. Han promoverades 2005 till juris hedersdoktor vid Uppsala universitet.